# Prinsenkamp
Prinsenkamp est un hameau de la commune néerlandaise de Nijkerk, dans la province de Gueldre. L'activité agricole y est fortement représentée.
Pendant la Seconde Guerre mondiale, le hameau était allemand, certains résistants, ou d'autres Américains et Canadiens s'y cachaient.